# 久米氏
久米氏（くめうじ）は、日本の氏族の一つ。

## 久米直
古代日本における軍事氏族の一つで、『新撰姓氏録』では高御魂命の8世の孫である味耳命（うましみみのみこと）の後裔とも、神魂命の8世の孫である味日命（うましひのみこと）の後裔とも伝わり、久米部（「くめべ」と読む。来目部とも表記することもある）の伴造氏族（久味国造）。
『日本書紀』神代下天孫降臨章1書には、大伴氏の遠祖の天忍日命が、来目部の遠祖である天槵津大来目（天津久米命）を率いて瓊瓊杵尊を先導して天降ったと記されており、『新撰姓氏録』左京神別中の大伴宿禰条にも同様の記述がある。このことから、久米直・久米部は大伴氏の配下にあって軍事的役割を有していたと考えられている。
ただ、『古事記』には天忍日命と天津久米命の2人が太刀・弓矢などを持って天孫降臨に供奉したとあり、大伴氏と久米氏を対等の立場として扱っており、神武東征において道臣命と大久米命の間にも記紀で同様の相違が認められる。すなわち、久米部を統轄する一族がある時点で衰えたため、大伴氏がかわりに久米部を管理するようになったということである。『古事記』の伝承は、その古い形を伝えるものだったのかも知れない。
また、神武天皇東征説話に見える来目歌、戦闘歌舞の代表といえる久米舞は、久米氏・久米部の性格を考える上で重要である。

### 由来諸説
クメの原義に関する考察は、古くは本居宣長説として、「人の目の円く大きく、くるくるしたるゆえ」から始まり（以下、後述論文を参考）、クメ＝クミ（組）説、「クメベは軍隊のムレ（群れ）」説（橘守部、飯田武郷）、クメ＝クマ（肥）であり、「肥人つまり異民族の部民」説（喜田貞吉）、クメ＝クベ（垣）で、「宮廷の御垣」説（折口信夫）、クメ＝西南島々の地名説、「大伴氏が元々来目であり、大伴の部民」説（高橋富雄）が挙げられる（後述論文 p.322.）。
上田正昭は、本居説は論外であり、クベ＝垣説には注意を引くものがあるとした上で、「久米歌から考察するに、宇陀の高城の防御を施した垣の内の集団生活にこそ、久米集団の本源的様相があり、元は山人で、南大和の王権に直属するようになり、御県の神が祀られるようになった」とする。

## 久米臣
大和国高市郡久米郷より起こる。春日氏の傍流。
また、蘇我稲目の四男・蘇我刀名の子・久米薬子を祖とする久米臣も存在する。

## 尾張国の久米氏
久米氏の族人七掬脛の子・八甕命の流れ。氷上神社祠官であるといわれる。

## 武蔵国の久米氏
武蔵国入間郡久米庄より起こる。本姓を桓武平氏とする村山氏の流れという。

## 常陸国の久米氏
常陸国に久慈郡久米郷より起こる久米氏がいた。藤原北家小野崎氏流があり、小野崎通室（筑前入道）の代に、男子がなく同族の小貫氏一族の小貫頼重（和田昭為の子、小貫頼久の養子）の子の通治を養子に迎えた。後に清和源氏佐竹氏の当主の佐竹義治の子久米義武がその名跡を継ぐも、山入義知の攻撃で討たれると、弟の義信がその後を継いだという。
なお、幕末の水戸藩家老 安島帯刀の妻は、通治の末裔ともされる久米新七郎長重の娘であり、久米氏との間に御三卿筆頭 一橋徳川家中老となった長女、水戸藩定江戸小姓 立原朴二郎妻となる二女、安島七郎太郎信義、安島七郎三郎などの子があった。

## 出羽国の久米氏
出羽国山本郡飯詰郷より起こった久米氏は、領主としては飯詰氏を名乗ることもあり、本姓藤原氏、南家藤原武智麻呂の子孫を称し、二階堂氏の分かれであるといわれている。南北朝時代の内乱期に出羽国に避難した一族が土着したと考えられる。曹洞宗の高僧道叟道愛も久米一族と伝わる。また、戦国時代、隣村六郷を本拠とした六郷氏も同族とみられ、久米姓は飯詰・六郷の所在する現在の美郷町やその周辺に濃密に分布し、また、六郷氏が出羽国由利郡本荘藩の大名となったところから、その家臣として本荘（現在の由利本荘市）へ随行した者、地元に残って秋田藩家老渋江氏家臣の手前給人になった者や飯詰村の豪農になった者もおり、現在では秋田県南部から中部にかけて広く分布している。